# 28530 Shiyimeng
28530 Shiyimeng è un asteroide della fascia principale. Scoperto nel 2000, presenta un'orbita caratterizzata da un semiasse maggiore pari a 2,5882812 UA e da un'eccentricità di 0,1447438, inclinata di 0,27352° rispetto all'eclittica.